# Aloe aristata x gasteria
Aloe aristata x gasteria é uma espécie de liliopsida do gênero Aloe, pertencente à família Asphodelaceae.